# Рукола
Індау посівний, ру́кола, ерука посівна, гýсеничник посівний, руге́та, рокет-салат городній (Eruca vesicaria, або Eruca sativa, або Brassica eruca) — однорічна рослина родини капустяних, яка поширена на території країн Середземного моря від Марокко та східної частини Португалії до Йордану та Туреччини. Часом трапляється на півдні України, особливо в Криму.

## Морфологія
Рукола або ерука, гулявник — це однорічна рослина, висотою 20-100 см. Листя має одну кінцеву частку та 4-10 бокових часток. Квітки руколи розміром 2-4 см, розташовані у вигляді хреста, що притаманне для квітів родини Brassicaceae. Пелюстки кремово-білого кольору з фіолетовими прожилками, тичинка жовтого кольору. Після розкриття квітки чашолисток невдовзі опадає.
Плід руколи має вигляд стручка з довгастим носиком загальною довжиною 12-35 мм. В плоді міститься декілька насінин.

## Етимологія
Ерука має багато місцевих назв, наприклад, Садова ракета, Ракета, Ерука, Ракетний салат, Аругула англійською, рукола, рукетта, ругола та ругетта італійською, Ракета французькою, Рокка грецькою.
Майже всі ці назви походять від латинського слова eruca, яким називалась невстановлена рослина із родини Brassicaceae. Можливо, це був один із сортів капусти.

## Вирощування
Росте на сухій та розпушеній землі.
Вегетативний цикл цієї рослини дуже короткий. Від висадки насіння в сиру землю, яке проводиться навесні, до збору врожаю проходить декілька тижнів. Росте гарно як на сонці, так і в затінку, проте має бути захищена від сильного вітру. В ідеальних кліматичних умовах рослина може розводитись навіть взимку. Руколу можна вирощувати і в контейнерах.

## Споживчі та екологічні властивості
Рукола має терапевтичні властивості: антицинготна, вітамінізуюча, сприяє нормальному травленню.
Листя руколи споживають личинки деяких видів лускокрилих (метеликів).
Гіркуватий смак руколи не просто для вишуканого аромату. Він активізує травні процеси. Рукола стимулює апетит, допомагає краще перетравлювати їжу, особливо білки, і навіть зменшує здуття. Це натуральна підтримка роботи шлунково-кишкового тракту.
Антиоксиданти, які містяться в руколі, допомагають боротися з вільними радикалами, шкідливими молекулами, що прискорюють старіння. До того ж вона стимулює печінку й покращує процеси очищення організму.

## Використання
Листя руколи використовують в їжу. В ній міститься дуже багато вітаміну C, йоду та заліза. Вона росте як на культивованих площах, так і в дикому вигляді (selvatico). На берегах Середземного моря її вирощували вже за часів Римської імперії. Вже тоді люди вважали, що рукола — це афродизіак. До 1900-х років руколу переважно збирали в дикому вигляді — її масова культивація не велась. Наука також майже не цікавилась руколою.
Нині вирощується в різних місцях, особливо багато — в Венето, Італія та на півдні півострова. Рукола прижилася в місцях з достатньо суворим порівняно з середземноморським кліматом, наприклад, в Північній Європі та Північній Америці.
Має пряний та гострий смак. В основному використовують для салатів, а також як овочевий додаток до м'ясних, рибних страв та паст. Смакує як додаток до бутербродів. В прибережній Словенії (особливо в Копері) руколу додають до сирного чебурека. В Італії часто використовують для приготування піци. Також застосовується як інгредієнт песто на додаток до базиліку (або як його заміна).
З 2005—2008 років почала досить масово вирощуватися в Україні. До цього часу руколу завозили з Італії та інших країн, коштувала вона до 150 гривень за кілограм. З початком масового вирощування в Україні, ціна різко впала. На 2014 рік ціна пучка руколи (300 г) впала до 5 гривень за пучок.[джерело?]